# Kurt von Figura

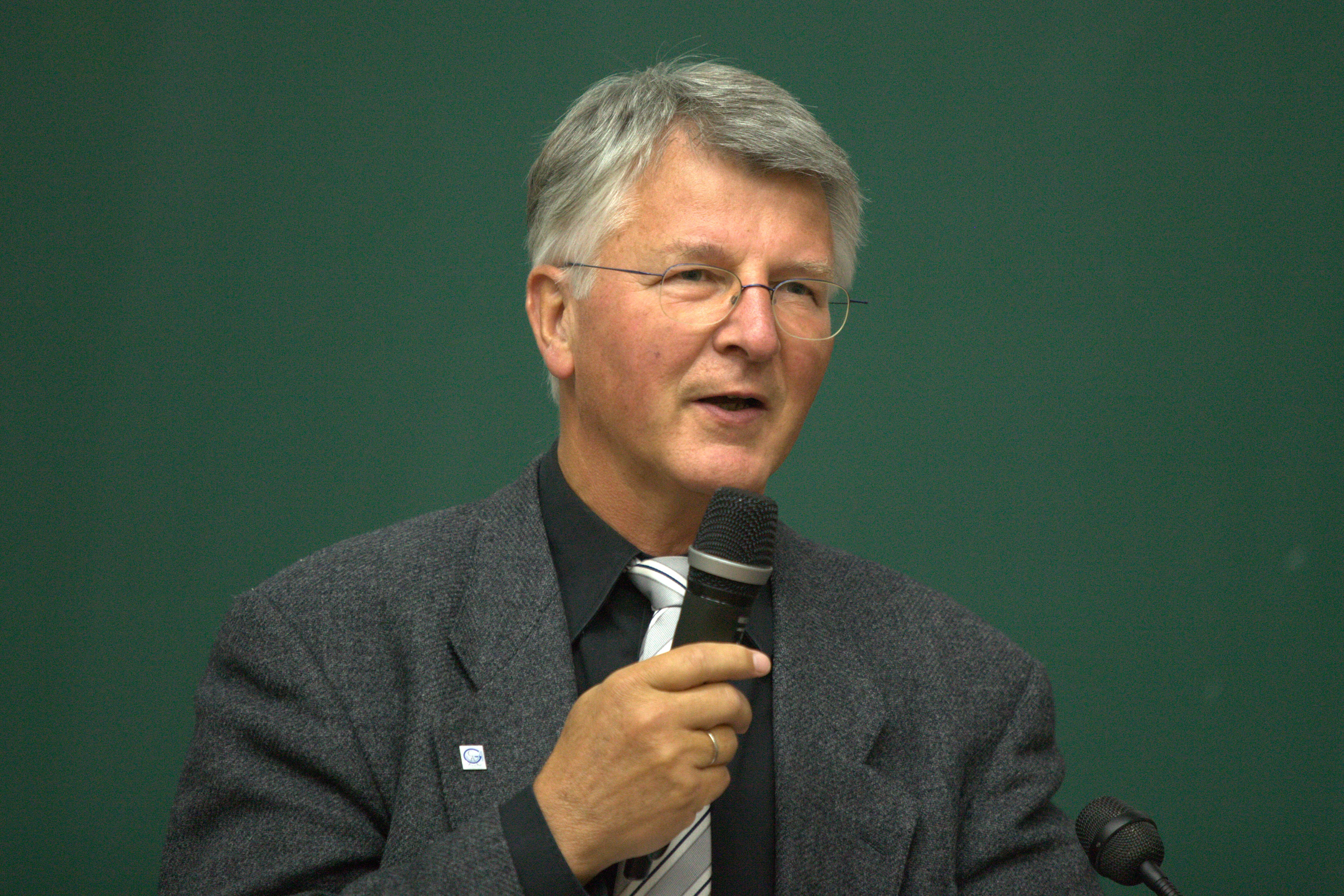
Kurt von Figura im Oktober 2010

Kurt von Figura (* 16. Mai 1944 in Heiningen/Baden-Württemberg) ist ein deutscher Mediziner. Er war von 1986 bis 2004 Professor für Biochemie am Göttinger Zentrum Biochemie und Molekulare Zellbiologie und von 2005 bis 2010 Präsident der Georg-August-Universität in Göttingen.

## Wissenschaftliche Tätigkeit
Figura war im Rahmen seiner Forschungstätigkeiten wesentlich an der Aufklärung der Funktion der Lysosomen beteiligt, des Weiteren an der Entdeckung der molekularen Ursachen einer Vielzahl angeborener Stoffwechselkrankheiten. Er ist Autor zahlreicher wissenschaftlicher Aufsätze in Fachzeitschriften. Seine Dissertationsschrift stammt aus dem Jahr 1969. Er erhielt mehrere Auszeichnungen für seine wissenschaftliche Arbeit, unter anderem die Otto-Warburg-Medaille (2002) und den Körber-Preis (2004).

## Universitätspräsident
Von Figura war von 2005 bis 2010 Präsident der Georg-August-Universität zu Göttingen und führte sie erfolgreich in die entscheidende dritte Förderlinie der bundesweiten Exzellenzinitiative.
Unter von Figura hat das Präsidium der Universität Vorschläge für die Umstrukturierung und Profilierung  der Sozialwissenschaftlichen Fakultät gemacht. Die Vorschläge erregten bundesweites Aufsehen, da sie einen erheblichen Stellenabbau im Seminar für Politikwissenschaften vorsahen. Von dieser Verkleinerung wären die renommierten Politologen Bassam Tibi, Peter Lösche und Franz Walter betroffen gewesen. Die Vorschläge hätten zur Umwidmung von zwei Professuren aus dem Seminar für Politikwissenschaft in die Soziologie geführt. Die durch Gutachten der Wissenschaftlichen Kommission Niedersachsen (WKN) und der Zentralen Evaluations- und Akkreditierungsagentur in Niedersachsen (ZEvA) angestoßenen sowie von der niedersächsischen CDU-Landesregierung (Christian Wulff war Ministerpräsident) gestützten Pläne waren bei Studenten und den betroffenen Politologen auf heftigen Protest gestoßen. Walter (SPD-Mitglied) und Lösche gelten als linksliberal.
Von Figura sagte in der öffentlichen Diskussion um die Umstrukturierung, dass das Institut eine „Schwachstelle“ sei, die „ausgemerzt“ werden müsse,  was kritisiert wurde, es sei „Nazi-Jargon“ verwendet worden. Nach Aussagen der Universität hatte von Figura die Verwendung des Wortes „ausmerzen“ in der Diskussionsveranstaltung „umgehend – und ohne dass es bis dahin eine Reaktion des Auditoriums gegeben hätte – mit Bedauern zurückgenommen.“ 2011 wurde Ulrike Beisiegel seine Nachfolgerin als Universitätspräsident. 
Seit 2004 ist von Figura Mitglied der Leopoldina. 1998 wurde er ordentliches Mitglied der Akademie der Wissenschaften zu Göttingen.

## Persönliche Interessen
Kurt von Figura interessiert sich für Bildende Kunst und ist langjähriger Vorstand des Göttinger Kunstvereins.